# デジケン
『デジケン』は、テレビ東京系で放送されていた番組宣伝のミニ番組。一部の番組表では『デジタル宣伝研究室』と表記されている。前身番組は『名言寄席』。

## 出演者
- 林克征（室長）
- 狩野恵里（助手/2010年3月 - 10月）
- 白石小百合（助手/2010年10月 - 2011年4月）

## 放送日時
- 6:40 - 6:45（2010年5月3日 - 10月1日・11月1日 - 2011年4月1日、火 - 金、全国ネット）
- 8:00 - 8:04（2010年3月29日開始、関東ローカルのみ、月 - 金）
- 11:25 - 11:30（再放送及び全国ネット、月 - 金）
- 12:25 - 12:30（再放送及び全国ネット、月 - 金）

また、YouTubeのテレビ東京公式チャンネルでも過去の放送分も含めて完全版（番組で放送されているものは内容の一部がカットされている）が動画配信されている。

## 備考
- 平日6:40 - 6:45の放送は当初は月 - 金曜に放送されていたが、2010年12月27日を以って月曜日の放送は終了した。2011年1月10日からの月曜は同じく番宣番組である『あにてれ!』（宣伝内容はアニメ中心、日曜から移動）を放送している。また、2010年10月4日 - 10月29日は当番組を休止して『宮西達也劇場 おまえうまそうだな』を放送していた。
- 平日8:00 - 8:04の放送は、2010年10月1日放送分までと11月1日以降の放送分は再放送の位置づけであり、なおかつ『レースガイド』を内包している。放送時間に関しても、2010年7月2日までは当番組の実質的な放送時間は8:00 - 8:02.30だったが、同年7月5日からは『レースガイド』の放送時間が8:03 - 8:04に縮小されたのに伴い、当番組の実質的な放送時間は8:00 - 8:03となった。
- 平日昼の放送は、2010年9月30日までは月 - 木12:27 - 12:30に放送されていたが、10月4日からは現在の放送時間となり、10月8日放送分より金曜日の放送を開始した。
- 2011年4月1日で番組は終了したが、出演していた林アナと白石アナは4月からの新番組である『アナラボ+』（テレビ東京）と『アナラボJ』（BSジャパン）も続投する。